# Дизајн линије производа
Дизајн линије производа подразумева ликовно-графичко и просторно обликовање једне линије сродних производа одређене компаније. Иста компанија може понудити више од једне линије производа, које су обједињене препознатљивим дизајном. Успешну линију производа чини добра комбинација функције, структуре и естетике самог производа и његова економска исплативост.